# Амед Карамоко Драм
Амед Карамоко Драм (фр. Hamed Karamoko Dramé; нар. 13 червня 2001) — французький футболіст, центральний захисник кіпрського «Акрітас Хлоракас».

## Життєпис
Вихованець французьких клубів «Шуазі-ле-Руа» та «Гобеленс». Дорослу футбольну кар'єру розпочав у «Монружі», за який виступав до кінця червня 2018 року. Потім перейшов до «Гімарайнш», але виступав виключно за молодіжну команду португальського клубу. По завершенні контракту повернувся до Франції, де підписав контракт з другою командою «Кевії». 2 лютого 2019 року перебрався до другої команди «Ніора». За новий клуб дебютував 8 лютого 2020 року в нічийному (1:1) виїзному поєдинку 15-го туру Національного чемпіонату 3 проти «Леж-Кап-Ферре». Амед вийшов на поле на 89-й хвилині, замінивши Дауду Бассока, але майже одразу отримав червону картку й залишив поле.
1 липня 2020 року вільним агентом пішов з другої команди «Ніора» та приєднався до дебютанта професіонального футболу, «Рубікона». У футболці столичного клубу дебютував 14 листопада 2020 року в програному (1:2) виїзному поєдинку 11-го туру групи А Другої ліги проти вінницької «Ниви». Карамоко вийшов на поле в стартовому складі, а на 46-й хвилині його замінив Богдан Швець.